# Umjetno jezero Kariba
Umjetno jezero Kariba je po obujmu najveće umjetno jezero na svijetu. Nalazi se na rijeci Zambezi, otprilike na pola puta između izvora i delte u Indijskom oceanu. Nalazi se na granici Zambije i Zimbabve. Umjetno jezero Kariba je punjeno od 1958. do 1963., nakon što je završena Brana Kariba. 
Umjetno jezero Kariba je dugo oko 220 km i oko 40 km široko. Prekriva površinu od 5 580 km2 i može zadržati oko 185 km3 vode. Srednja dubina jezera je 29 metara. Vjeruje se da ta količina vode uzrokuje povećanu seizmičku aktivnost, jer je zabilježeno u tom području preko 20 potresa jačine veće od 5 prema Richterovoj ljestvici.
Zanimljivo je spomenuti da se Brana Kariba nalazi otprilike dvjestotinjak kilometara niže od poznatih Viktorijinih slapova. Prvi dio ove 128 metara visoke i 579 metara dugačke brane izgrađen je u razdoblju od 1955. do 1959. godine, dok je iz političkih razloga hidroelektrana u potpunosti završena tek 1977. godine. Izgradnja brane dovela je do stvaranja umjetnog jezera i rezervoara Kariba. Na jezeru se nalazi više otoka. Ova hidroelektana opskrbljuje s oko 1 266 MW električne energije dijelove Zimbabvea i Zambije.
Gradnja brane imala je vrlo negativan utjecaj na prirodni okoliš, te je utjecala na prisilno preseljenje brojnih domorodaca i mnogih životinjskih vrsta s ovog područja. Upravo je stvaranje umjetnog jezera dovelo do preseljenja oko 57 000 domorodačkog naroda Tonga, koji su naseljavali područje uz rijeku Zambezi u Zambiji i Zimbabveu. Iako su tadašnje vlade tijekom 1960-tih na ovom području pružile pomoć domorocima pri preseljenju, te su im osigurale izgradnju novih sela sa svim potrebnim sadržajima, činjenica je da je zbog izgradnje brane domorodački narod Tonga bio prisiljen napustiti svoje domove i plodnu zemlju, na kojima su kroz stoljeća razvijali svoju posebnu kulturu i način života. Upravo zato i ne čudi da su se domoroci nakon preseljenja teško prilagodili novom životnom prostoru, zbog čega se izgradnja brane Kariba s pravom smatra najgorim primjerom preseljenja ljudi koje je uzrokovala izgradnja brane u Africi. Bitno je još dodati da je zbog dizanja razine vode i stvaranja umjetnog jezera koje je uslijedilo nakon izgradnje brane, oko 6 000 velikih, te veliki broj manjih životinja s ovih prostora morao biti evakuiran i preseljen u posebnoj operaciji njihovog spašavanja po imenu 'Noa' tijekom 1960. i 1961.
Danas brana Kariba kontrolira oko 40% otjecanja rijeke Zambezi, što uvelike narušava njen čitav nizvodni ekološki sustav. Također, aktualna mjerenja pokazuju da bi velike kiše mogle uzrokovati puštanje vode iz brane, što bi prisililo brojne ljude koji žive nizvodno na evakuaciju. Također, zanimljivo je istaknuti da je kao odgovor na prisilno preseljenje narod Tonga 2000. osnovao svoje udruženje, kojim se bori za odštetu uzrokovanu izgradnjom brane te za očuvanje svojih temeljnih prava i kulture. Unatoč brojnim negativnim posljedicama koje je Kariba uzrokovala, činjenica je da s vremenom sve više Afrikanaca s ovog područja podržava njeno postojanje zbog vrlo povoljne električne energije koju proizvodi. Konačno, brana Kariba je primjer da "napredak" često sa sobom nosi mnoštvo negativnih posljedica po ljude i prirodu. Upravo zato, učeći na ovom primjeru možda nam se svima nameće zadatak da se pokušamo orijentiramo na nove, "naprednije", to jest, održive načine korištenja energije kojima čovjek više ne bi štetio sebi i prirodi.
U umjetno jezero je pušteno dosta novih riba, pogotovo iz jezera Tanganjika, tako da je ribolov vrlo značajna privredna grana danas. Od ostalih životinja, treba napomenuti da je dosta nilskih krokodila i nilskih konja, koji privlače mnogobrojne turiste. Ima i dosta slonova, vranaca, a interesantna je i tigrasta riba, koja je vezana uz rijeku Zambezi.